# Oscar Drouin
Pour les articles homonymes, voir Drouin.
Oscar Drouin (né le 29 septembre 1890 à Québec, mort le 16 juillet 1953 à Québec) est un homme politique, un avocat et un journaliste canadien (québécois).

## Biographie
Il étudie à l'Académie commerciale de Québec, à l'école Jacques-Cartier, au collège de Lévis et à l'Université Laval. Reçu dans la profession d'avocat en 1915, il s'associe avec Adjutor Dussault, Henri-Paul Drouin, Charles-Auguste Gamache, Valmore Bienvenue, Jean-Charles McGee et Marcel Létourneau et Lucien Gosselin.
Il collabore au journal L'Ère nouvelle.  Il est élu député libéral de Québec-Est lors d'une élection partielle le 24 octobre 1928. Il est réélu à l'élection générale de 1931. En 1934, il se présente à la mairie de Québec et il est défait par Ernest Grégoire. Le 16 juillet 1935, il quitte le Parti libéral. Il devient membre de l'Action libérale nationale et il est élu sous cette bannière à l'élection générale de 1935. Lors du schisme Gouin-Duplessis, comme la plupart des députés de l'ALN, il finit par se rallier à Maurice Duplessis et il est réélu à l'élection de 1936 en tant que député de l'Union nationale. Il est l'organisateur en chef de l'Union nationale en 1936 et 1937. Dans le premier gouvernement Duplessis, il est ministre des Terres et Forêts, du 26 août 1936 au 22 février 1937.
En 1937, il se sépare des unionistes et cofonde le Parti national. À l'élection de 1939, il a rejoint le Parti libéral et il est nommé ministre dans le second gouvernement d'Adélard Godbout, où il s'occupe du commerce, de l'industrie et des affaires municipales.
En 1944, il quitte son siège de député mais accède à la présidence de la commission municipale du Québec. Sa dernière candidature vient en 1945, lorsqu'il fut défait dans la circonscription fédérale de Matapédia—Matane. Revenu au droit, il participe aux activités de la société historique de Montréal et la société généalogique canadienne-française, puis meurt à Québec le 16 juillet 1953 à l'âge de 62 ans.

## Hommages
La rue Oscar-Drouin a été nommée en son honneur, en 2006, dans la ville de Québec.

## Liens
- Ressource relative à la vie publique :   - Assemblée nationale du Québec